# Jim Appleby
James Park Appleby, más conocido como Jim Appleby o Jimmy Appleby, (Shotton Colliery, Inglaterra, Reino Unido, 15 de junio de 1934 - Peterlee, Inglaterra, Reino Unido, 6 de enero de 2014) fue un futbolista británico que se desempeñaba en la posición de defensa.

## Biografía
Appleby comenzó su carrera profesional con el Burnley, después de haberse formado en las filas del Wingate Welfare. Su debut como profesional se produjo el 1 de mayo de 1957, en un partido en el que su equipo cayó derrotado por 0-1 a manos del Blackpool. Un año más tarde, fichó por los Blackburn Rovers, rivales locales de su anterior conjunto. No obstante, disputó tan solo dos partidos de liga en un período de cuatro temporadas. En 1961, Appleby se unió al Southport, con el que jugó un total de trece partidos ligueros en una temporada. Finalizó su carrera futbolística profesional en el Chester City. En el equipo del noroeste de Inglaterra participó en un único partido de la temporada 1962-63. Finalmente, jugó en las filas del Horden Colliery Welfare, del fútbol non-league.
Durante la década de 1960, entrenó a su último equipo como jugador, el Horden Colliery Welfare.
Appleby falleció el 6 de enero de 2014, a los 79 años de edad.

## Clubes
| Club                    | País       | Año         | Partidos | Goles |
| ----------------------- | ---------- | ----------- | -------- | ----- |
| Burnley                 | Inglaterra | 1956 - 1957 | 1        | 0     |
| Blackburn Rovers        | Inglaterra | 1957 - 1961 | 2        | 0     |
| Southport               | Inglaterra | 1961 - 1962 | 13       | 0     |
| Chester City            | Inglaterra | 1962 - 1963 | 1        | 0     |
| Horden Colliery Welfare | Inglaterra | 1963 - 1964 | ¿?       | ¿?    |